# درک عام

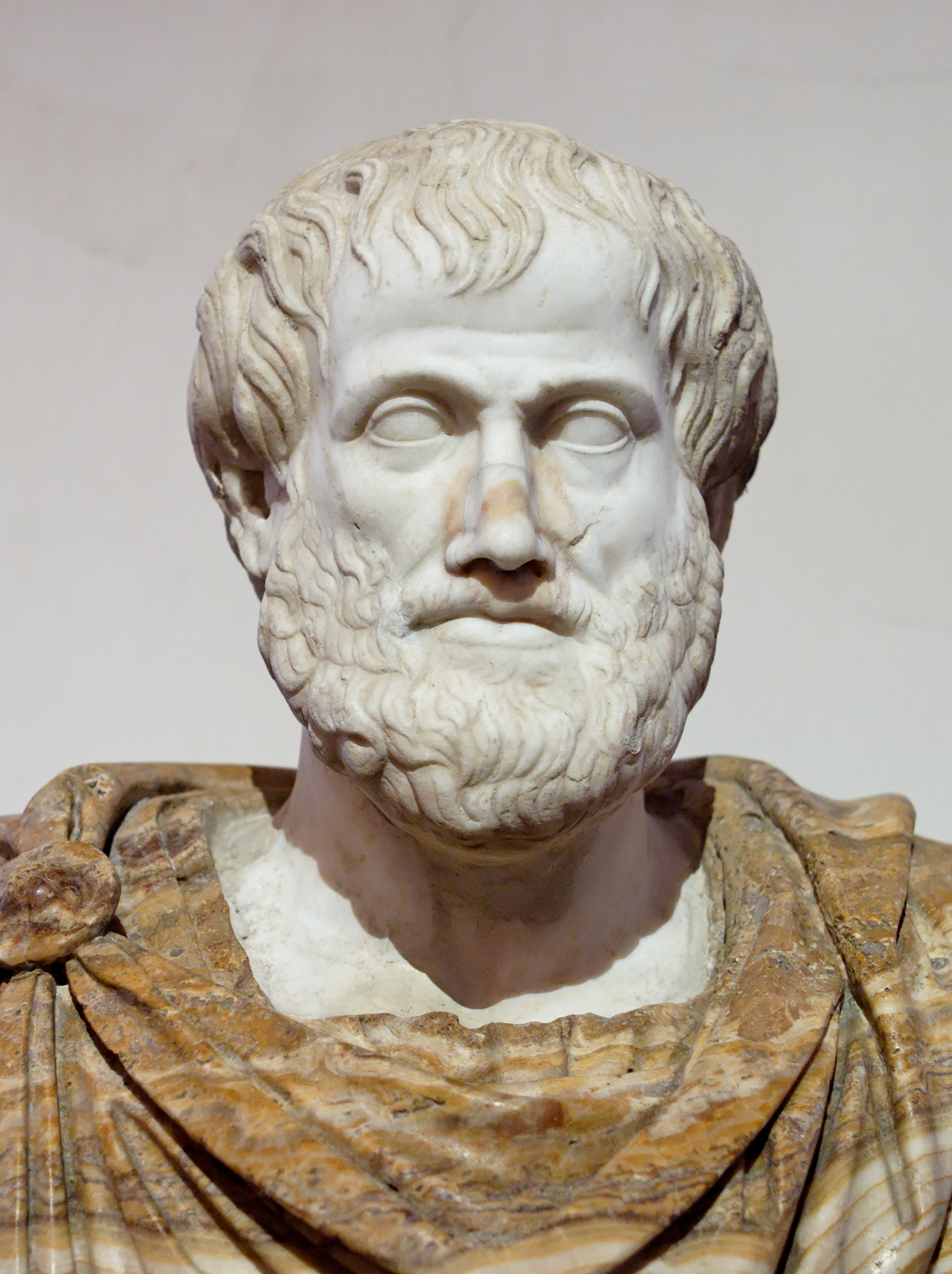
ارسطو را می‌توان از نخستین افرادی دانست که از این مفهوم بهره گرفته‌اند. به نظر او درک عام نوعی توانایی فهم با استفاده از مجموعهٔ حواس است و حسی است تا خردبنیان.

درک عام یا شعور متعارف (به انگلیسی: common sense) یعنی توانایی فهمیدن و قضاوت کردن دربارهٔ موضوعات و اشیاء به صورتی که تقریباً بیشتر انسان‌ها به‌طور منطقی آن را انجام می‌دهند. فهمیدن و قضاوت کردن بر اساس درک عام به آن‌گونه از فهم و درک و قضاوت اشاره دارد که معمولاً از انسان‌هایی با درک و فهم متعارف انتظار می‌رود و به‌طور عادی مناقشه‌ای بر سر آن نیست. درک عام البتّه تحت تأثیر نوع جوامع و فرهنگ‌هاست و ممکن است از یک فرهنگ تا فرهنگ دیگر تفاوت‌هایی از خود نشان دهد. به درک عام، فهم عامه یا فهم متعارف یا عرف عام و شعورِ متعارف نیز گفته می‌شود. درک عام گاه چنین تعریف می‌شود: «قضاوت مستدل برآمده از تجربه به جای مطالعه.» گاه از درک عام به درک طبیعی متعارف و مورد اتفاق‌نظر عموم در خصوص موضوعات تعبیر شده است.

## مفهوم و تعاریف
اگرچه کاربرد این واژه تا دوره یونان باستان قدمت دارد، ولی در مفهوم امروزی آن می‌توان ویلیام جیمز را اولین فیلسوفی دانست که از این مفهوم برای تبیین فلسفهٔ پراگماتیسم (عمل‌گرایی) بهره برد. در سخنرانی پنجم از کتاب پراگماتیسم، جیمز این تِز را بیان می‌کند که: «شیوه‌های تفکّر ما دربارهٔ اشیاء، کشفیات اسلاف خیلی دور ما هستند که توانسته‌اند خود را در طول تجربهٔ همهٔ دوران پس از خود حفظ کنند.» و این قالب‌های ذهنی که درک عام یا شعور متعارف محسوب می‌شوند، بستر روش‌های علمی و پژوهش‌های فلسفی هستند.
تقریباً هم‌زمان با ویلیام جیمز، فیلسوف برجستهٔ بریتانیایی جرج ادوارد مور دفاع مستدلی از درک عام یا شعور متعارف ارائه کرد.
پی‌یر بوردیو معتقد بود «جهان درک عام کاملاً شایسته نام خودش است. جهان درک عام تنها مکان حقیقتاً عامی است که آن دسته از افرادی که به دلیل عدم دست‌یابی به آمادگی مَدرسی و فتوحات تاریخی جهان عالِمان در آن محبوس شده‌اند و آن دسته از افرادی که جایی در یکی از عالَم‌های مَدرسی دارند می‌توانند در آن استثنائاً یک‌دیگر و، به عبارتی، زمینه‌های درک یک‌دیگر را پیدا کنند. جهان درک عام تنها مرجع مشترک و تنها زبان مشترک برای این دسته از افراد است تا در میان خودشان درباره‌ی چیزی گفت‌وگو کنند که درون هر یک از این عالَم‌های محصور در طرز فکر خاص خودش و زبان فردی خودش جریان دارد. درک عام همان درک از بداهت‌های مشترک بین همگان است که، در چارچوب عالَم اجتماعی، یک اتفاق‌نظر آغازین درباره معنای جهان را تضمین می‌کند. درک عام مجموعه‌ای از چیزهای «عام و مشترک»  (به دو معنی از کلمه) است که سربسته پذیرفته شده‌اند و مواجهه، گفت‌وگو، رقابت و حتی تضاد را ممکن می‌کنند. البته، باید، در میان این چیزها، جایگاه ویژه‌ای به اصول طبقه‌بندی، نظیر تضادهای اصلی ساختاردهنده به ادراک جهان، اختصاص داد».